# Boophis ulftunni
A Boophis ulftunni a kétéltűek (Amphibia) osztályába, a békák (Anura) rendjébe és az aranybékafélék (Mantellidae) családjába tartozó faj.

## Nevének eredete
Nevét Dr. Ulf Walter Tunnau tiszteletére kapta, a Biopat projektben való közreműködéséért.

## Előfordulása
Madagaszkár endemikus faja. A fajt mostanában fedezték fel. A sziget északkeleti oldalán, a Masoala-félszigeten és környékén honos.

## Megjelenése
Kis méretű békafaj. A hímek hossza 21,8–24,2 mm, a nőstényeké 32–37,1 mm. Teste karcsú, fejének hossza megegyezik szélességével. Orra felülnézetben lekerekített, oldalnézetben kissé tompa, orrnyílásai közelebb vannak orra hegyéhez, mint a szeméhez. Hallószerve jól kivehető, kerek, mérete a szemének 40%-a. Ujjai között némi úszóhártya figyelhető meg. A hímeknek apró, pigment nélküli hüvelykvánkosa van első ujjuk belső felén. Bőre sima, kivéve a hasán és a kloákanyílás körül, ezeken a helyeken a bőr szemcsés.
Háta áttetsző zöld színű, oldalán fémes krémszínű fehér sáv húzódik. A sávokat rózsaszín pettyek tarkítják. Fején a vörösbarnától a rózsaszínig terjedő, Y alakú folt látható.Íriszének külső széle sárga, belseje bíborszínű. Ujjkorongjai zöldek. A Marojejy Nemzeti Parkban megfigyelt példányon a combok kékes árnyalatúak voltak, oldalán vékony barnás rózsaszín sáv húzódott az orrlyukaiig.

## Természetvédelmi helyzete
A Boophis ulftunni újonnan felfedezett faj, a populáció alakulásáról még nincs elegendő adat. Két védett területen, a Marojejy Nemzeti Parkban és az Anjanaharibe-Sud különleges természetvédelmi területen él.
A vörös lista a sebezhető fajok között tartja nyilván.